# Elysium (Pet Shop Boys)
Elysium is het elfde studioalbum van de Pet Shop Boys. Het album is in Los Angeles opgenomen met producer Andrew Dawson en verscheen op 7 september 2012. Het album telt twaalf tracks. Naast de reguliere uitgave is Elysium ook als dubbel-cd uitgebracht, met op het tweede schijfje de instrumentale versies.
Voorafgaand aan het album, op 11 juni, verscheen op de officiële website een videoclip bij het nummer Invisible. De titel van de eerste single, Winner, werd op 25 juni bekendgemaakt; op 2 juli ging het in première op de Engelse radio. Eén dag later was het nummer als download verkrijgbaar. De fysieke formats van de single volgden op 6 augustus. Een van de nummers op de cd-single is een cover van het nummer I Started a Joke van de Bee Gees.
De tracklisting van Elysium werd op 28 juli officieel bekendgemaakt. De tweede single van het album, Leaving, debuteerde op 31 augustus op de Engelse radio. Het nummer verscheen officieel op 15 oktober. Het belandde in Engeland net buiten de Top 40 en bereikte in Nederland plaats 69 in de Single Top 100.
Op 30 oktober werd een derde single aangekondigd: Memory of the future. Het nummer verscheen in licht geremixte vorm als single op 31 december 2012. De single-remix is verzorgd door Stuart Price, die vervolgens nog eens drie opeenvolgende Pet Shop Boys-albums zou produceren.

## Tracklisting
1. Leaving - (3:49)
2. Invisible - (5:04)
3. Winner - (3:47)
4. Your early stuff - (2:33)
5. A face like that - (5:05)
6. Breathing space - (5:09)
7. Ego music - (3:05)
8. Hold on - (3:19)
9. Give it a go - (3:53)
10. Memory of the future - (4:31)
11. Everything means something - (4:49)
12. Requiem in denim and leopardskin - (5:01)

De Japanse versie van het album bevat nog een dertiende track: The way through the woods. Een verlengde, aangepaste versie daarvan is te vinden op de cd-single van Winner en op de latere re-issue van het album (zie hieronder).

## Re-issue
Op 20 oktober 2017 verscheen een nieuwe, geremasterde versie van Elysium, als onderdeel van een reeks re-issues van Pet Shop Boys-albums. Net als bij de andere albums uit de reeks is een bonus-cd toegevoegd met bonustracks, demo's en niet eerder uitgebrachte nummers (Further listening: 2011-2012). Onderstaand de tracklisting van de bonus-cd.
1. Vocal (demo) - (3:47)
2. She Pops (demo) - (2:51)
3. Inside - (2:52)
4. In Slow Motion (demo) - 3:50
5. Listening (demo) - 4:18
6. Hell - (3:35)
7. The Way Through The Woods (long version) - (5:41)
8. I Started A Joke - (3:16)
9. In His Imagination - (4:55)
10. Leaving (Believe in PSB mix) - 6:45
11. Leaving (Side By Side remix) - (7:00)
12. Leaving (freedom remix) - (7:07)
13. Memory Of The Future (new single mix) - (3:35)

## Hitnoteringen

### NederlandseAlbum Top 100
| Hitnotering: 15-09-2012 t/m | Hitnotering: 15-09-2012 t/m | Hitnotering: 15-09-2012 t/m | Hitnotering: 15-09-2012 t/m | Hitnotering: 15-09-2012 t/m | Hitnotering: 15-09-2012 t/m | Hitnotering: 15-09-2012 t/m | Hitnotering: 15-09-2012 t/m | Hitnotering: 15-09-2012 t/m | Hitnotering: 15-09-2012 t/m | Hitnotering: 15-09-2012 t/m | Hitnotering: 15-09-2012 t/m | Hitnotering: 15-09-2012 t/m |
| Week:                       | 1                           | 2                           | 3                           | 4                           | 5                           | 6                           | 7                           | 8                           | 9                           | 10                          | 11                          | 12                          |
| --------------------------- | --------------------------- | --------------------------- | --------------------------- | --------------------------- | --------------------------- | --------------------------- | --------------------------- | --------------------------- | --------------------------- | --------------------------- | --------------------------- | --------------------------- |
| Positie:                    | 28                          | 98                          |                             |                             |                             |                             |                             |                             |                             |                             |                             |                             |

### VlaamseUltratop 200Albums
| Hitnotering: 15-09-2012 t/m | Hitnotering: 15-09-2012 t/m | Hitnotering: 15-09-2012 t/m | Hitnotering: 15-09-2012 t/m | Hitnotering: 15-09-2012 t/m | Hitnotering: 15-09-2012 t/m | Hitnotering: 15-09-2012 t/m | Hitnotering: 15-09-2012 t/m | Hitnotering: 15-09-2012 t/m | Hitnotering: 15-09-2012 t/m | Hitnotering: 15-09-2012 t/m | Hitnotering: 15-09-2012 t/m | Hitnotering: 15-09-2012 t/m |
| Week:                       | 1                           | 2                           | 3                           | 4                           | 5                           | 6                           | 7                           | 8                           | 9                           | 10                          | 11                          | 12                          |
| --------------------------- | --------------------------- | --------------------------- | --------------------------- | --------------------------- | --------------------------- | --------------------------- | --------------------------- | --------------------------- | --------------------------- | --------------------------- | --------------------------- | --------------------------- |
| Positie:                    | 44                          | 46                          | 59                          | 118                         | 115                         | 156                         |                             |                             |                             |                             |                             |                             |